# لیوره ات اولیویه لئو ۴۵
لیوره ات اولیویه لئو ۴۵ به اختصار «لئو ۴۵» یک بمب‌افکن متوسط ساخت فرانسه بود که در خلال جنگ جهانی دوم نقش بزرگی را در نیروی هوایی فرانسه بازی کرد. در مجموع ۵۶۱ فروند از آن تولید شد. خط تولید این هواپیما در سال ۱۹۴۲ و در خلال جنگ جهانی دوم متوقف شد. آمریکا نیز به تعدادی از این هواپیماها دست یافت و برای مرکز پژوهشهای نظامی فرستاد تا فناوری آنها را ارزیابی کنند.